# Caudina obesacauda
Caudina obesacauda är en sjögurkeart som beskrevs av Hubert Lyman Clark 1908. Caudina obesacauda ingår i släktet Caudina och familjen Caudinidae. Inga underarter finns listade i Catalogue of Life.